# Mammuthus subplanifrons
Espèce
Synonymes
- Archidiskodon subplanifrons Osborn, 1928

Mammuthus subplanifrons est une espèce éteinte de mammouths qui vivait dans le Sud de l'Afrique au Pliocène, il y a environ cinq millions d'années. C'est la plus ancienne espèce que nous connaissons et il possédait déjà la double courbure des défenses caractéristique.